# Zjytomyr
Zjytomyr (ukrainsk: Житомир, tr. Zjytomyr; russisk: Житомир, tr. Zjitomir) er en by i det nordvestlige Ukraine. Byen har 261.624 (2022) indbyggere og er administrationscenter i Zjytomyr oblast.
Byen er et trafikknudepunkt, der forbinder Kyiv med Brest og Warszawa, samt Minsk med Izmail.
De vigtigste industrigrene i Zjytomyr er træforædling, brydning af granit og metalindustri.
De første sikre kilder, som nævner Zjytomyr, er fra 1240, da Batu Khan ødelagde byen under mongolernes invasion af Rusland. Fra 1320 kom byen under Storfyrstendømmet Litauen, før den efter Lublinunionen i 1569 kom under den polske krone. Ved Polens anden deling i 1793 blev byen en del af Det Russiske Kejserrige. Fra 1920 blev byen en del af Sovjetunionen.
Zjytomyr havde før 2. verdenskrig et betydeligt jødisk samfund. Det jødiske samfund blev udryddet af den tyske besættelsesmagt under Holocaust.

## Berømte bysbørn
- Sergej Koroljov (1907-1966) sovjetisk raketingeniør og -udvikler
- Borys Ljatosjynskyj (1895-1968) ukrainsk komponist, dirigent og lærer
- Svjatoslav Rikhter (1915-1997) ukrainsk pianist og komponist
- Michael Rostovtzeff (1870-1962) antikforsker

## Venskabsbyer
- Kutaisi, Georgien
- Montana, Bulgarien
- Płock, Polen